# Palais Della Rovere
Le palais Della Rovere, dénommé également palazzo dei Penitenzieri, est un monument situé Via della Conciliazione, l'une des plus grandes artères de Rome, dans le quartier du Borgo.

## Historique
La construction du palais a commencé vers 1480 pour le cardinal Domenico della Rovere, sur les plans de l'architecte italien Baccio Pontelli. Le nom de « Penitenzieri » a été ajouté à l'époque du pape Alexandre VII lorsque les confesseurs officièrent avec des pouvoirs spéciaux d'absolution pour les nombreux pénitents. Le bâtiment appartient aujourd'hui à l'ordre du Saint-Sépulcre.
L'édifice s'élevait sur l'ancienne place Scossacavalli, avant l'ouverture de la Via della Conciliazione, face au palais Giraud-Torlonia.

## Description
La façade du palais Della Rovere reprend le style du Palais de Venise de Rome, avec une tourelle sur la gauche et des fenêtres avec des croisés qui portent le nom du fondateur, tandis que les fenêtres rectangulaires du premier étage ont inscrit sa devise. Sur les côtés, il y a deux fontaines portant le dragon héraldique du pape Paul V, tandis que les armoiries sur la façade sont celles du pape Clément XIV. Le palais possède une grande cour intérieure rectangulaire. Au rez-de-chaussée, les ailes droite et gauche possède des plafonds décorés par des séries de caissons peints et dorés avec des figures mythologiques et allégoriques, le Plafond des semi-dieux, par l'artiste italien Pinturicchio.

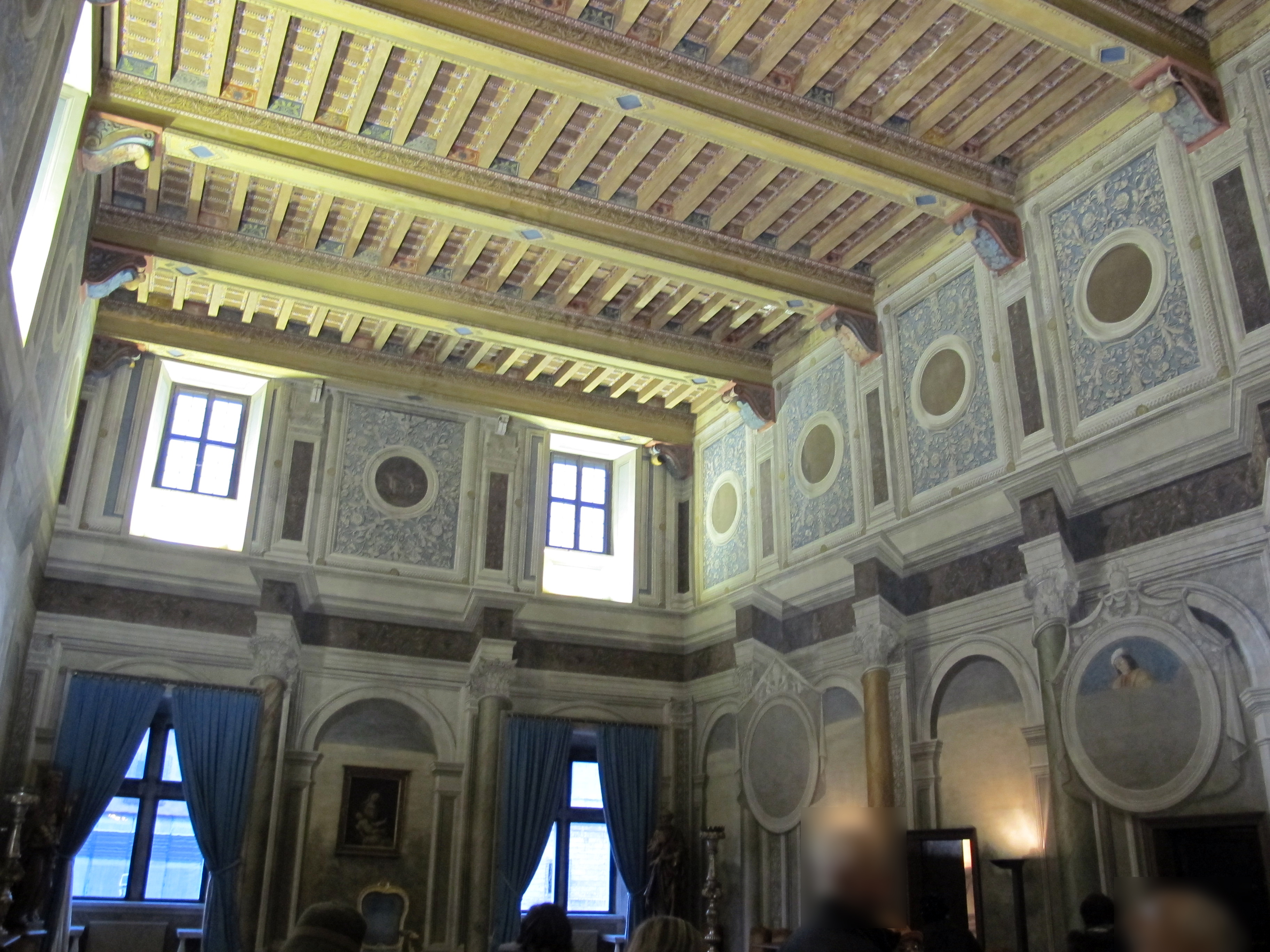
Plafond ouvragé du Grand Salon.
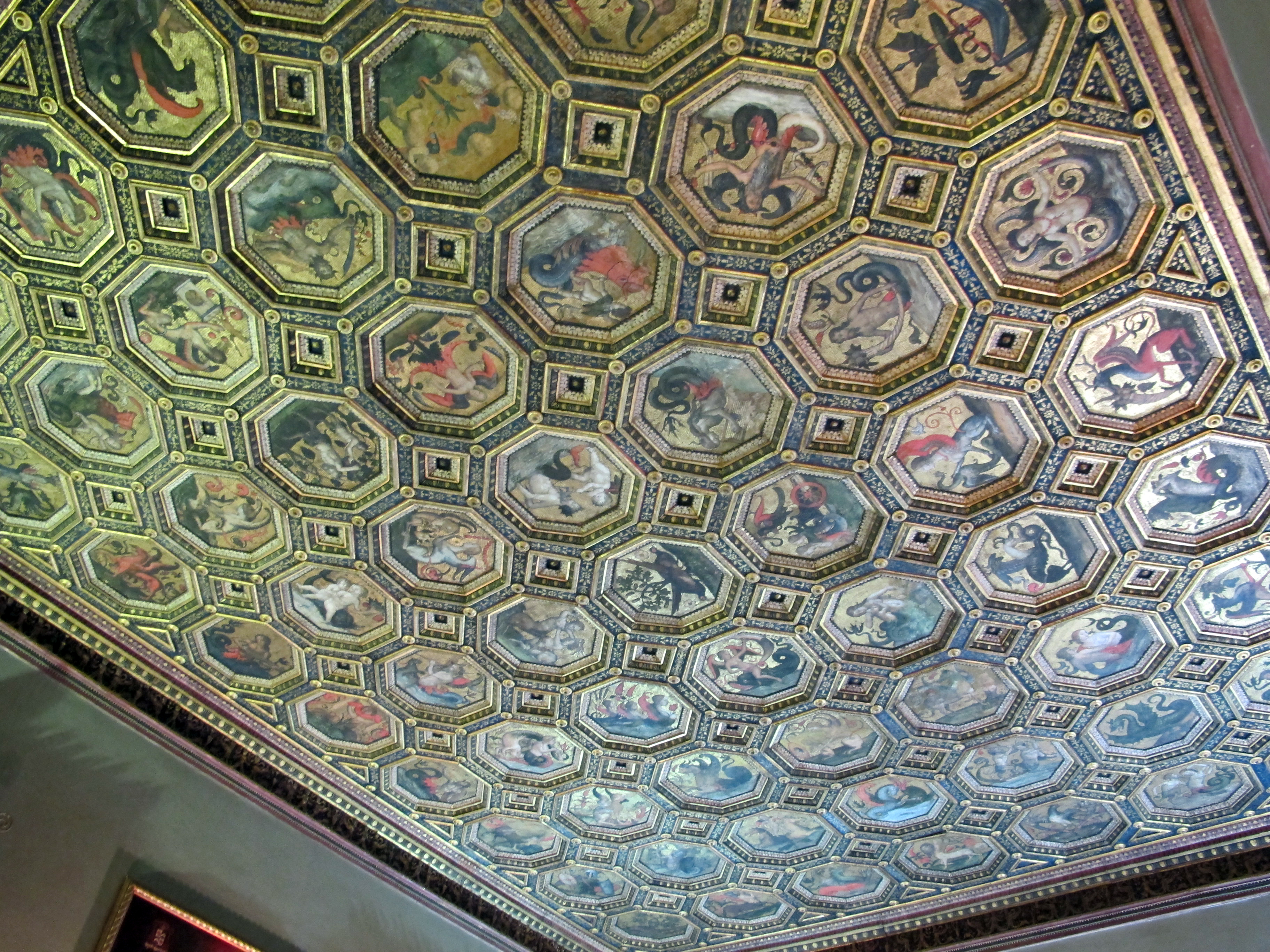
Plafond des semi-dieux.

## Fouilles archéologiques
Des fouilles réalisées à partir de 2020 dans la cour du Palais, à proximité du Tibre et de la Place Saint-Pierre ont permis la découverte et l'identification par les archéologues de la Surintendance spéciale de Rome à 5 mètres de profondeur du Théâtre de Néron (Theatrum Neronis) daté du Ier siècle comportant des colonnes en marbre cannelé,  marbre africain, stucs recouverts à la feuille d'or. Deux bâtiments furent dégagés dont un en hémicycle comportant des murs radiaux, ainsi qu'une entrée et des escaliers correspondant à la cavea, et perpendiculaire au premier, le second laisse apparaître différentes salles destinées sûrement au rangement des décors et des costumes.
Sous ces vestiges existent les restes d'un hippodrome construit sous Caligula (37-41) sur l'emplacement du jardin d'Agrippine l'aînée , petite-fille d'Auguste, et grand-mère de Néron.
Les premières couches de ces fouilles délivrérent des artefacts médiévaux.